# Baltazaria catemaco
Baltazaria catemaco là một loài tò vò trong họ Ichneumonidae.